# Chipotle Mexican Grill
Chipotle Mexican Grill, Inc (/tʃɪˈpoʊtleɪ/, chih-POHT-lay, hay Chipotle) là một thương hiệu thức ăn nhanh của Mỹ, chuyên về bánh taco và burrito. Tên của hãng bắt nguồn từ tên gọi quả ớt trong tiếng Nahuatl. Bên ngoài Mỹ, hãng còn có các cửa hàng ở Anh Quốc, Canada, Đức và Pháp.

## Cửa hàng
Theo một báo cáo vào tháng 10/2014, Chipotle có 17 cửa hàng bên ngoài nước Mỹ, chủ yếu tập trung ở Canada.

### Canada

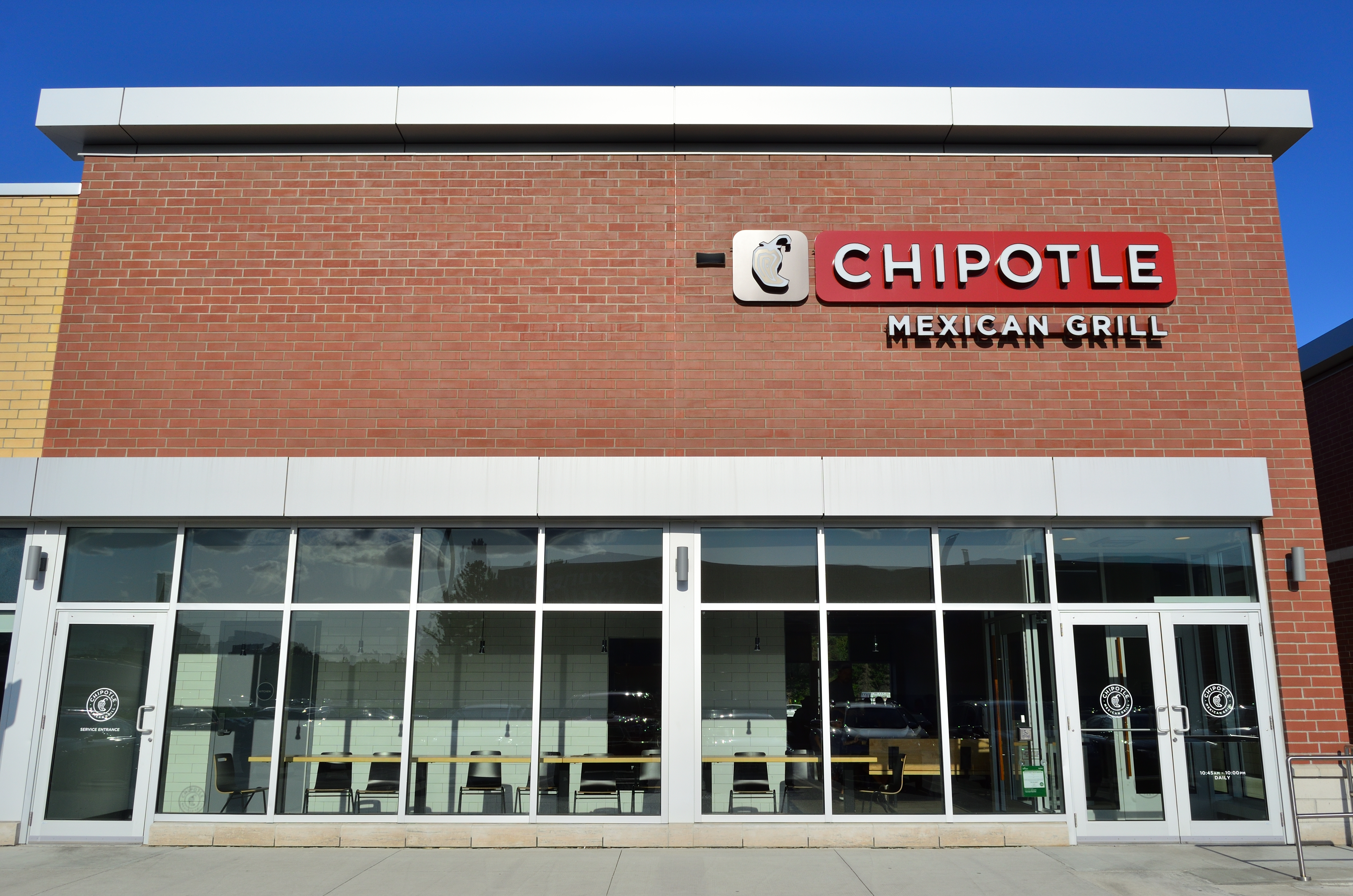
Chipotle Mexican Grill ở Canada

Tháng 8 năm 2008, Chipotle mở cửa hàng tại thành phố Toronto, đây là cửa hàng đầu tiên ngoài nước Mỹ của hãng.
Tiếp đó hãng mở thêm các cửa hàng ở Vancouver vào tháng 12 năm 2012, ở Burnaby vào tháng 10 năm 2014, Surrey và Langley lần lượt vào tháng 1 tháng 10/2016, West Vancouver vào tháng 3/2018.

### Anh Quốc

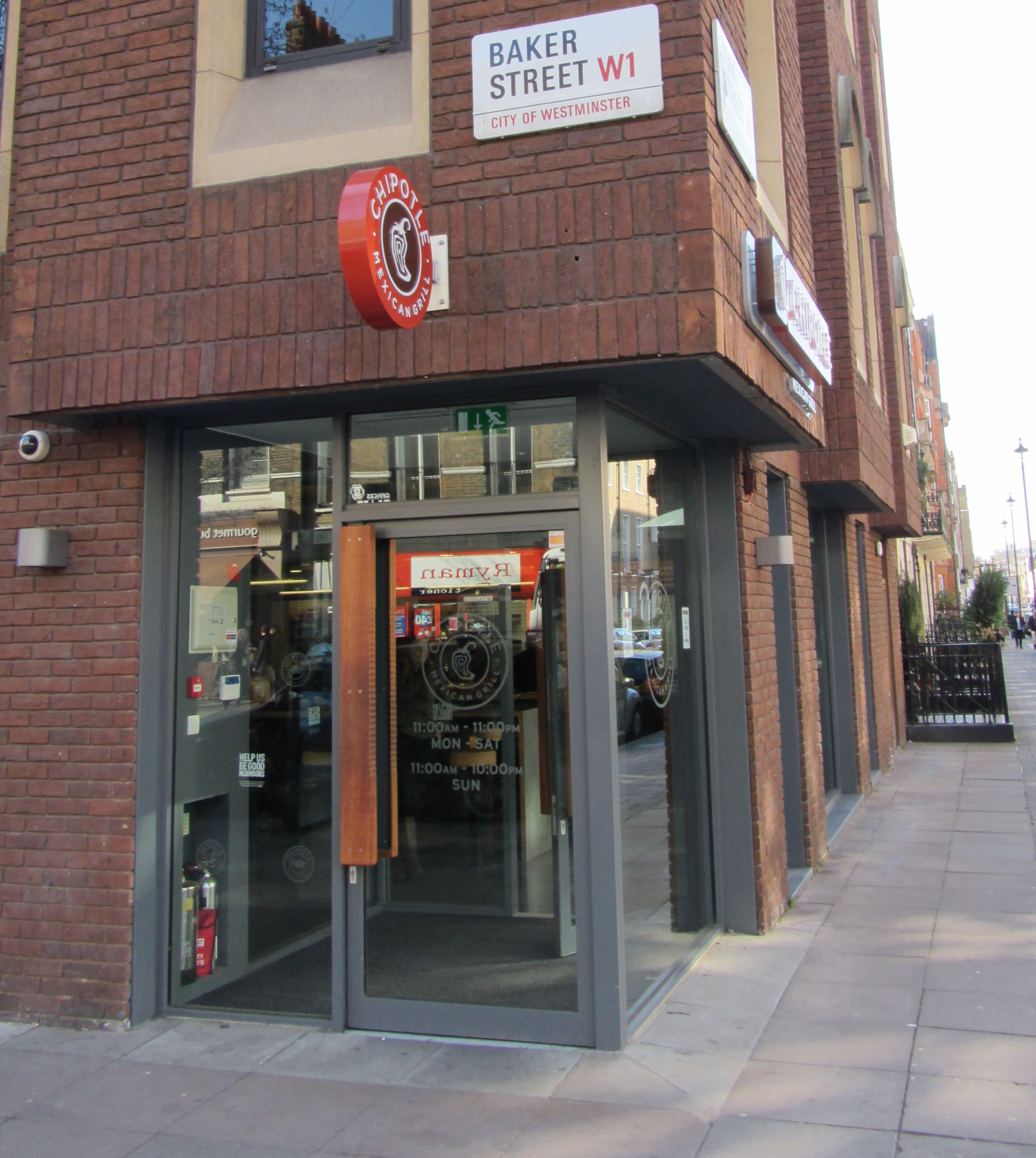
Của hàng thứ hai của Chipotle ở Anh Quốc, đặt tại phố Baker, London

Chipotle mở rộng thị trường sang châu Âu với cửa hàng đầu tiên tại London, Anh, vào tháng 5/2010. Một năm sau, vào tháng 9/2011, hãng mở thêm cửa hàng thứ hai. Năm 2012, hãng mở thêm 3 cửa hàng nữa ở quanh khu vực thành phố London.

### Pháp
Cửa hàng đầu tiên mở tại Pháp là vào tháng 5/2012, tại thành phố Paris.